# Old Surehand III
Old Surehand III ist der dritte Band der Surehand-Trilogie. Karl May schrieb den dritten Teil der Erzählung in der Zeit von September bis Dezember 1896 (also nach fast zweijähriger Surehand-Pause). Er wurde in der Reihe „Karl May’s gesammelte Reiseerzählungen“ vom Verlag Friedrich Ernst Fehsenfeld im Januar 1898 als Band Nummer 19 veröffentlicht. Geschmückt wurde der Band mit einem Portraitfoto „Old Shatterhands“.
1910 erschien eine illustrierte Ausgabe mit Bildern von Claus Bergen.

## Inhalt

### Überblick
- Erstes Kapitel: Schahko Matto (S. 1–172)
- Zweites Kapitel: Kolma Puschi (S. 173–312)
- Drittes Kapitel: Im Kui-erant-yuaw (S. 313–459)
- Viertes Kapitel: Am Devils-head (S. 460–566)

### Handlung
Der freigelassene Old Wabble sinnt auf Rache und verbündet sich mit den Osagen. Winnetou und Old Shatterhand können die geplanten Überfälle verhindern und auch Apanatschka befreien, der von den Osagen gefangen genommen wurde. Dabei werden Old Wabble und Schahko Matto, der Häuptling der Osagen, gefangen. Mit Schahko Matto können sie Frieden schließen, aber Old Wabble bleibt unversöhnlich.
Wenig später ereignet sich auf Harbours Farm ein erneuter Anschlag auf Old Shatterhand, der aber wieder glimpflich verläuft. Attentäter ist der Medizinmann der Comanchen, Tibo-taka, der vermeintliche Vater Apanatschkas, der sich offenbar mit General Douglas verbündet hat.
Schahko Matto erinnert sich, dass er vor Jahren einen Lothaire Thibaut kennengelernt hatte, der ein übler Betrüger und Dieb war. Es stellt sich heraus, dass Lothaire Thibaut und Tibo-taka identisch sind und dass dieser unmöglich der Vater Apanatschkas sein kann. Schahko Matto erklärt, sich der Verfolgergruppe anzuschließen, weil auch er mit dem General noch eine Rechnung offen hat.
Auf dem weiteren Weg werden die Gefährten von Tramps unter Führung von Old Wabble überfallen und gefangen genommen. Kolma Puschi, ein geheimnisvoller Indianer, den sie kurz vorher getroffen haben, kann sie befreien. Weit kommen sie aber nicht, weil sie nun auf Toby Spencer und seine Bande treffen, wobei Old Shatterhand verletzt wird. Beim allgemeinen Getümmel um eine Schmiede wird die Spencer-Bande festgesetzt und Spencer selbst bei einem Duell dauerhaft matt gesetzt.
Jetzt kommen die Freunde endlich ordentlich voran und stoßen im „Bärental“ auf Old Surehand. Allerdings ist er Gefangener der Utahs unter dem Häuptling Tusahga Saritsch und soll nur freigelassen werden, wenn er vier Bären tötet und dem Häuptling die Felle bringt. Er bekommt bei dieser Aufgabe natürlich Hilfe und es gelingt. Gemeinsam reiten sie weiter zum „Berg des Grünen Wassers“ (Pah-sawehre-payew). Dort hat sich der General mit den Utahs verbündet und Old Wabble mit seinen Tramps überfallen. Die Tramps sind allesamt tot und Old Wabble liegt im Sterben. Er bereut seine Untaten und Old Shatterhand betet für ihn.
In den Rocky Mountains taucht Kolma Puschi wieder auf. Old Shatterhand löst das Rätsel um Old Surehands Vergangenheit – und es stellt sich heraus, dass Kolma Puschi eine Frau und die Mutter von Surehand und Apanatschka ist. Tibo-wete-elen hieß ursprünglich Tokbela und ist ihre Schwester. General Douglas selbst ist der gesuchte Dan Etters, der das Elend über die Familie brachte.
Im Duell wird Thibaut von Schahko Matto erschossen und der General stürzt bei seiner Flucht in die Tiefe und stirbt qualvoll.

## Buchausgaben
- Karl May: Old Surehand (3 Bände). Reprint der ersten Buchausgabe des Verlages von Friedrich Ernst Fehsenfeld, Freiburg i. Br., 1894, 1895 und 1896, herausgegeben mit einem Nachwort von Roland Schmid vom Karl-May-Verlag, Bamberg 1983.
- Nach dem Tode Karl Mays 1912 wurde die dreibändige Erzählung (neu strukturiert) in Karl May’s Gesammelte Werke (Karl-May-Verlag. Bamberg, Radebeul) aufgenommen. Die Bände 14 und 15 enthalten die eigentliche Old Surehand-Erzählung (Band I, 4. Kapitel von Band II und Band III).
- Aktuelle Ausgaben in der Bücherdatenbank.

## Vertonungen
- Übersicht über alle Vertonungen des Stoffes in der Hörspieldatenbank